# ギリコイ
『ギリコイ』は、山田デイジーによる日本の漫画作品。『なかよし』（講談社）にて2008年4月号から同年11月号まで連載された。単行本は同社の講談社コミックスなかよしより全2巻が刊行された。

## 書誌情報
- 山田デイジー 『ギリコイ』 講談社〈講談社コミックスなかよし〉、全2巻
  1. 2008年8月6日発売[1]、ISBN 978-4-06-364195-0
  2. 2009年2月6日発売[1]、ISBN 978-4-06-364211-7